# Fehértorkú létrafarkú
A fehértorkú létrafarkú (Amytornis  woodwardi) a madarak osztályának verébalakúak (Passeriformes) rendjébe és a tündérmadárfélék (Maluridae) családjába tartozó faj.

## Rendszerezése
A fajt Ernst Hartert német ornitológus írta le 1905-ben.

## Előfordulása
Ausztrália észak részén, kis területen honos. Természetes élőhelyei a szubtrópusi és trópusi száraz gyepek, sziklás környezetben. Állandó, nem vonuló faj.

## Megjelenése
Testhossza 22 centiméter, testtömege 29-35 gramm.

## Természetvédelmi helyzete
Az elterjedési területe nagy  kicsi, egyedszáma  10000 példány körüli és csökken. A Természetvédelmi Világszövetség Vörös listáján sebezhető fajként szerepel.